# 毛拉·阿方索
毛拉·阿方索（西班牙語：Maura Alfonso，1955年9月13日—），古巴前女子排球运动员。她曾代表古巴国家队参加1980年夏季奥林匹克运动会排球比赛，结果获得第五名。